# هاري بليك
هاري بليك (بالإنجليزية: Harry Blake)‏ هو لاعب كرة قاعدة أمريكي، ولد في 16 يونيو 1874 في بورتسموث في الولايات المتحدة، وتوفي في 14 أكتوبر 1919 في شيكاغو في الولايات المتحدة.

## وصلات خارجية
- هاري بليك على موقعبيزبول رفرنس.كوم (الدوري الرئيسي) (الإنجليزية)
- هاري بليك على موقعبيزبول رفرنس.كوم (الدوري الثانوي) (الإنجليزية)
- هاري بليك على موقع مشجعي الرسوم البيانية (الإنجليزية)